# Боливар (провинция, Еквадор)
Вижте пояснителната страница за други значения на Боливар.
Болѝвар (на испански: Bolívar) е една от 24-те провинции на южноамериканската държава Еквадор. Разположена е в централната част на страната. Общата площ на провинцията е 3926 км², а населението е 208 400 жители (по изчисления за 2019 г.). Провинцията е разделена на 7 кантона, някои от тях са:
1. Калума
2. Лас Навес
3. Чимбо